# Летающие стержни

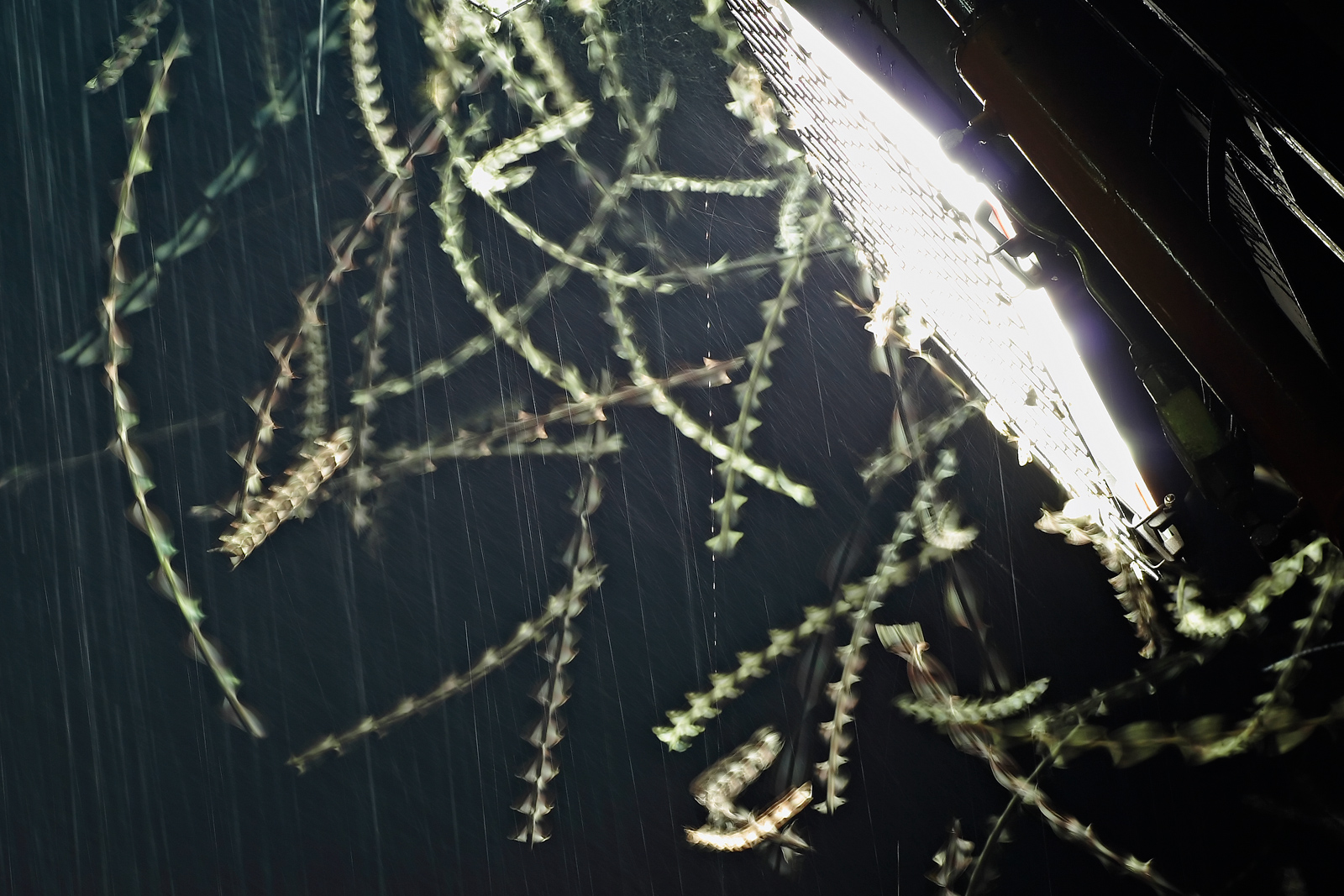
Фотоизображение полёта ночных бабочек, напоминающих летающих стержней, выполненное с большой выдержкой

Летающие стержни (иначе - Скайфиши, от англ. sky — «небо» и fish — «рыба»; иногда просто стержни, англ. rods), — представляют собой удлиненные визуальные артефакты, появляющиеся на фотографиях и видеозаписях. 
Большинство оптических анализов на сегодняшний день пришли к выводу, что изображения представляют собой насекомых, перемещающихся по кадру во время съемки.
Утверждения о том, что это необычные существа, возможно, бабочки, выдвигались либо людьми с активным воображением, либо мистификаторами.

## История
Одним из наиболее ярых сторонников палочек как инопланетной формы жизни был Хосе Эскамилла, который утверждал, что первым снял их на видео 19 марта 1994 года в Розуэлле, штат Нью-Мексико, во время попытки заснять НЛО. Позже Эскамилла снял дополнительные видеоролики и отправился с лекциями, чтобы пропагандировать свои утверждения.

## Оптический анализ
Роберт Тодд Кэрролл (2003), проконсультировавшись с энтомологом (Дуг Янега), идентифицировал палочки как изображения летающих насекомых, записанные в течение нескольких циклов взмахов крыльев на устройствах видеозаписи. Насекомое, запечатленное на изображении несколько раз, продвигаясь вперед, создает иллюзию единого вытянутого стержнеобразного тела с выпуклостями. 
В августе 2005 года Центральное телевидение Китая (CCTV) показало двухсерийный документальный фильм о летающих стержнях в Китае. В нем сообщалось о событиях, произошедших с мая по июнь того же года в фармацевтической компании Тунхуа Чжэньго в городе Тунхуа провинции Цзилинь, которые разоблачили летающие стержни. Камеры наблюдения на территории объекта засняли на видео летающие стержни, идентичные тем, что показаны на видео Хосе Эскамиллы. Не получив удовлетворительного ответа на этот феномен, любопытные учёные решили, что попытаются разгадать тайну, попытавшись поймать этих летающих в воздухе существ. Были установлены огромные сети, и те же камеры наблюдения затем фиксировали изображения стержней, летящих в ловушку. При осмотре сетей «палочки» оказались не более чем простыми мотыльками и другими обычными летающими насекомыми. Последующие расследования показали, что появление летающих стержней на видео было оптической иллюзией, вызванной более медленной скоростью записи камеры.

## В популярной культуре
В комиксах и анимационном сериале «JoJo's Bizarre Adventure» в части «Stone Ocean» представлен персонаж по имени Рикиэль со способностью станда «Sky High», которая позволяет ему управлять стержнями, которые описаны как настоящие неопознанные животные, и использовать их для нападения на своих врагов, поглощая тепло тела.
В видеоигре «Castlevania: Aria of Sorrow» есть редкий тип врагов, называемый Небесной рыбой, основанный на феномене «стержней». Небесные рыбы внешне напоминают стержни, и победить их можно, только замедлив время.
В видеоигре «Danganronpa: Trigger Happy Havoc», если вы тусуетесь и дарите ему подарки во время события свободного времени, персонаж Ясухиро Хагакуре будет вести диалог о стержнях и их появлении в Камате, Токио.
В сериале «Super Sentai» фигурирует антагонистическая группа монстров на тему криптидов Юмаджуу. Один из их членов - Зайго Скайфиш, у которого есть второстепенная тема - палочники.
В мобильной игре «Kemono Friends» 2015 года Скайфиш появляется как игровой друг и второстепенный персонаж.
В нескольких играх франшизы «The Legend of Zelda» есть существа, напоминающие предполагаемый внешний вид стержней: насекомые с длинными гибкими телами и множеством крыльев по всей длине. К ним относятся Skytails в Skyward Sword и Deep Fireflies в Tears of the Kingdom.